# Swoosh

logo Nike Swoosh, navrženo Carolyn Davidsonovou a používané Nike, Inc.

Swoosh (vlnovka) je logo americké sportovní obuvi a oblečení značky Nike. V dnešní době patří mezi nejznámější a nejhodnotnější loga na světě s hodnotou společnosti 26 miliard dolarů.
Bill Bowerman a Phil Knight založili Nike 25. ledna 1964 jako Blue Ribbon Sport (BRS). Na současný název se firma přejmenovala až 30. května 1971, přičemž přijala Swoosh jako své oficiální logo. Carolyn Davidson, studentka na Portland State University, navrhla toto logo v době, kdy tam Phil Knight učil, a pokusila se v jeho designu zachytit křivky dynamického pohybu.
Logo prošlo drobnými změnami od původního návrhu v roce 1971, Sv dnešní době je nejčastěji vidět jako samostatný swoosh, i když pro většinu jeho historie bylo do loga začleněno jméno společnosti NIKE, lemující seshora  Swoosh. V průběhu let se tradičně používaly na logo červené a bílé barevné odstíny, nicméně se v poslední době nejvíce uchytil především černý Swoosh.
Swoosh se též objevil po boku ochranné známky "Just Do It" od roku 1988. Společně jsou tyto dva elementy základními pilíři značky samotné.

## Historie
Nike Swoosh, firemní ochranná známka, byla vytvořena v roce 1971 Carolyn Davidsonovou, zatímco byla studentkou grafického designu na Portland State University. Právě zde se poznala s Philem Knightem, který zde vedl hodiny účetnictví. Knight se doslechl, že Davidsonová sháněla peníze, aby se mohla zúčastnit hodin olejomalby a tak jí Knight nabídl, že by mohla na volné noze pracovat u Nike (v té době ještě Blue Ribbon Sport). Dostávala 2 $ za hodinu (v přepočtu asi 14 $ za hodinu dnes).
Po sedm let od svého založení v roce 1964 společnost Blue Ribbon Sport primárně dovážela běžecké boty z Japonska Onitsuka Tiger. V roce 1971 se Knight rozhodl zahájit svoji vlastní výrobu obuvi pro kopanou a americký fotbal. Výrobní linku měl v Mexiku. Zbývalo mu jen navrhnout logo. Požádal Davidsonovou, aby mu předložila návrhy. Vytvořila alespoň půl tuctu návrhů, ale některé se příliš podobaly logu konkurenční značky Adidas. Konečné logo vybíralo vedení firmy Knight, Bob Woodell a Jeff Johnson v home office v Tigard, Oregon.
Nakonec vybrali logo, nyní známé po celém světě, které se Knightovi zpočátku nelíbilo, ale usoudil, že si na něj postupem času zvykne. Vedení firmy požadovalo dodatečné drobné úpravy, ale Knight smetl tyto náměty se stolu, jelikož musel stihnou tovární uzávěrku výroby finálního návrhu plánované produkce obuvi. Za služby Davidsonové jí společnost zaplatila 35 $ (v přepočtu 206 dolarů v roce 2015) s odkazem na to, že na tvorbě Swooshe pracovala 17,5 hodiny, ačkoli Davidsonová tvrdí, že si je jistá, že pracovala na návrhu déle. V září 1983 dal Knight Davidsonové zlatý prsten s diamantovým Swooshem a také akcie společnosti Nike (přesná částka zůstává tajná) jako vyjádření svojí vděčnosti. Davidsonová říká, že sice není milionářka, ale žije si pohodlně.
Swoosh byl oficiálně patentován 18. června 1971.

## Image značky
Logo je jedno z nejznámějších na světě, Swoosh učinil Nike jednou z nejúspěšnějších značek a také jednou z nejhodnotnějších. Značka samotná je ohodnocena na 26 miliard dolarů. Nike vydává asi 10 % svých ročních příjmů na reklamu a propagaci. Profesor na Harvard Business School Stephen A. Greyser popsal logo jako "živoucí pulsující symbol firmy".
Logo se objevuje na dresech sponzorovaných sportovců napříč sportovním spektrem například Michael Jordan, LeBron James a Kobe Bryant v basketbalu, Cristiano Ronaldo ve fotbale, Tiger Woods v golfu, a Roger Federer a Rafael Nadal v tenise.

## Původ názvu
Nike je okřídlená bohyně vítězství v řecké mytologii, která seděla po straně Dia na Olympu.
Na sochách a obrazech je Nike zobrazována jako žena s křídly, oblečená v rouchu s věncem v její natažené ruce, často v přítomnosti Herma.

## Kontroverze
V květnu 2010 byla společnost nařčena z plagiátu loga cigaret značky Newport, avšak tento spor není podložen pádnými důkazy.